# Каррингтон, Диджоней
Диджоней Каррингтон (англ. DiJonai Carrington; родилась 8 января 1998 года, Сан-Диего, штат Калифорния, США) — американская профессиональная баскетболистка, выступающая в женской национальной баскетбольной ассоциации за команду «Миннесота Линкс». Была выбрана на драфте ВНБА 2021 года во втором раунде под двадцатым номером клубом «Коннектикут Сан». Играет на позиции атакующего защитника.

## Студенческая карьера
Большую часть университетской карьеры провела за Стэнфорд в составе местных «Кардинал», с которыми завоевала чемпионство конференции Pac-12 в 2017 и 2019. В 2019 она вдобавок вошла в состав сборной звезд конференции.
В последний год обучения Диджоней перешла в университет Бэйлор, где набирала 14,1 очка и 4,9 подбора в среднем за игру. По итогам 2021 года ее признали лучшим шестым игроком конференции Big 12.

## Профессиональная карьера
Была выбрана под общим двадцатым номером клубом «Коннектикут Сан» в драфте ВНБА 2021 года.
По итогам трехлетнего выступления за команду в 2024 году была признана самым прогрессирующим игроком женской НБА, а также вошла в защитную сборную звёзд женской НБА.
В 2025 году стала участником четырехстороннего обмена, сменив клуб на «Даллас Уингз».

## Личная жизнь
Диджоней Каррингтон состоит в отношениях с форвардом своей нынешней команды «Даллас Уингз» Налиссой Смит.
Получила в Стэнфорде степень бакалавра по психологии, а также по африканским и афроамериканским исследованиям.

## Игровая статистика

### ВНБА
| Сезон | Команда     | Регулярный сезон | Регулярный сезон          | Регулярный сезон         | Регулярный сезон         | Регулярный сезон                      | Регулярный сезон                   | Регулярный сезон            | Регулярный сезон           | Регулярный сезон              | Регулярный сезон              | Регулярный сезон         | Серия плей-офф  | Серия плей-офф            | Серия плей-офф           | Серия плей-офф           | Серия плей-офф                        | Серия плей-офф                     | Серия плей-офф              | Серия плей-офф             | Серия плей-офф                | Серия плей-офф                | Серия плей-офф           |
| Сезон | Команда     | Сыгранные матчи  | Матчи в стартовой пятёрке | Количество минут за игру | Процент попаданий с игры | Процент попадания трёхочковых бросков | Процент попадания штрафных бросков | Количество подборов за игру | Количество передач за игру | Количество перехватов за игру | Количество блок-шотов за игру | Количество очков за игру | Сыгранные матчи | Матчи в стартовой пятёрке | Количество минут за игру | Процент попаданий с игры | Процент попадания трёхочковых бросков | Процент попадания штрафных бросков | Количество подборов за игру | Количество передач за игру | Количество перехватов за игру | Количество блок-шотов за игру | Количество очков за игру |
| ----- | ----------- | ---------------- | ------------------------- | ------------------------ | ------------------------ | ------------------------------------- | ---------------------------------- | --------------------------- | -------------------------- | ----------------------------- | ----------------------------- | ------------------------ | --------------- | ------------------------- | ------------------------ | ------------------------ | ------------------------------------- | ---------------------------------- | --------------------------- | -------------------------- | ----------------------------- | ----------------------------- | ------------------------ |
| 2021  | Коннектикут | 24               | 1                         | 9,2                      | 32,9                     | 14,3                                  | 73,3                               | 2,0                         | 0,5                        | 0,5                           | 0,1                           | 2,8                      | 2               | 0                         | 0,5                      | -                        | -                                     | -                                  | 0,0                         | 0,0                        | 0,0                           | 0,0                           | 0,0                      |
| 2022  | Коннектикут | 36               | 2                         | 17,5                     | 41,4                     | 30,6                                  | 75,0                               | 3,1                         | 1,1                        | 0,8                           | 0,1                           | 6,8                      | 12              | 0                         | 14,6                     | 45,0                     | 23,1                                  | 70,0                               | 2,7                         | 0,8                        | 0,1                           | 0,2                           | 5,9                      |
| 2023  | Коннектикут | 32               | 0                         | 17,2                     | 41,7                     | 37,1                                  | 75,7                               | 2,9                         | 1,3                        | 0,6                           | 0,1                           | 8,3                      | 6               | 0                         | 13,7                     | 46,4                     | 25,0                                  | 60,0                               | 2,3                         | 0,5                        | 0,7                           | 0,0                           | 5,0                      |
| 2024  | Коннектикут | 39               | 39                        | 29,6                     | 40,3                     | 25,0                                  | 79,0                               | 5,0                         | 1,6                        | 1,6                           | 0,4                           | 12,7                     | 7               | 7                         | 33,6                     | 43,9                     | 23,1                                  | 77,8                               | 6,1                         | 2,0                        | 1,7                           | 0,6                           | 13,7                     |

### Колледж
| Сезон                                                                                   | Команда  | GP  | GS | MPG  | FG%  | 3P%  | FT%  | RPG | APG | SPG | BPG | PPG  |  |
| --------------------------------------------------------------------------------------- | -------- | --- | -- | ---- | ---- | ---- | ---- | --- | --- | --- | --- | ---- |  |
| 2016/17                                                                                 | Стэнфорд | 35  | 0  | 7,8  | 44,3 | 23,8 | 57,9 | 2,3 | 0,4 | 0,5 | 0,1 | 2,5  |  |
| 2017/18                                                                                 | Стэнфорд | 32  | 7  | 22,5 | 40,1 | 28,0 | 68,4 | 5,6 | 1,8 | 1,4 | 0,2 | 8,8  |  |
| 2018/19                                                                                 | Стэнфорд | 36  | 36 | 28,9 | 45,3 | 33,0 | 68,8 | 7,5 | 1,6 | 1,1 | 0,4 | 14,0 |  |
| 2019/20                                                                                 | Стэнфорд | 5   | 5  | 14,8 | 48,6 | 28,6 | 40,0 | 5,2 | 1,0 | 0,2 | 0,6 | 7,6  |  |
| 2020/21                                                                                 | Бэйлор   | 27  | 1  | 24,1 | 42,6 | 28,5 | 72,3 | 4,9 | 2,3 | 2,1 | 0,6 | 14,1 |  |
|                                                                                         | Всего    | 135 | 49 | 20,4 | 43,3 | 29,4 | 68,7 | 5,1 | 1,5 | 1,2 | 0,3 | 9,6  |  |
| Наведите курсор мыши на аббревиатуры в заголовке таблицы, чтобы прочесть их расшифровку |          |     |    |      |      |      |      |     |     |     |     |      |  |